# Piszczane (rejon kalmiuski)
Piszczane (ukr. Піщане) – wieś na Ukrainie, w obwodzie donieckim, w faktycznie niefunkcjonującym rejonie kalmiuskim, od 2014 pod kontrolą marionetkowej, zależnej od Rosji Donieckiej Republiki Ludowej. W 2001 liczyła 401 mieszkańców.